# Karim El Ahmadi
Karim El-Ahmadi Arrousi (Enschede, 27 januari 1985) is een Marokkaans-Nederlands voormalig profvoetballer die doorgaans als middenvelder speelde. Hij stopte in januari 2022 met voetballen. El Ahmadi was van 2008 tot 2019 actief voor het Marokkaans voetbalelftal waarvoor hij 62 interlands speelde en één keer scoorde.

## Clubvoetbal

### FC Twente
Op negenjarige leeftijd begon El-Ahmadi bij de amateurclub UDI Enschede, waarna hij ontdekt werd door scouts van FC Twente en naar de voetbalacademie van de ‘Tukkers’ mocht. In het seizoen 2003/04 werd hij definitief in de selectie van het eerste elftal gehaald en op 21 maart 2004 maakte El-Ahmadi zijn debuut voor FC Twente in de met 2–0 verloren uitwedstrijd tegen FC Utrecht. Sindsdien werd El-Ahmadi een vaste waarde voor de club en groeide de controlerende middenvelder met aanvallende impulsen uit tot een van de beste spelers in de Eredivisie. Mede dankzij het spel van El-Ahmadi speelde FC Twente een sterk seizoen. Nadat FC Twente kwalificatie voor de UEFA Champions League afdwong in de play-offs, behaalden ze in het seizoen 2007/08 een tweede plaats in de eindstand. In de zomer van 2007 wilde Feyenoord de speler graag inlijven, maar FC Twente wilde niet mee werken aan een transfer. Feyenoord bleef geïnteresseerd en op 16 april 2008 maakte De Telegraaf bekend dat El-Ahmadi voor een transfersom van vijf miljoen euro alsnog naar de Rotterdamse club ging. El-Ahmadi tekende een contract tot medio 2013.

### Feyenoord
Op 5 oktober 2008 maakte El-Ahmadi zijn competitiedebuut voor Feyenoord. Hij speelde in twee-en-een-half seizoen 74 officiële wedstrijden voor de Rotterdammers en scoorde daarin vier doelpunten. In januari 2011 werd hij verhuurd aan Al-Ahli. Hoewel Feyenoord hoopte dat Al-Ahli de voetballer definitief zou overnemen (het salaris van El-Ahmadi drukte flink op de begroting van Feyenoord), keerde El-Ahmadi in juni terug naar Rotterdam om aan de seizoensvoorbereiding van 2011/12 deel te nemen. In het nieuwe seizoen van Feyenoord onder trainer Ronald Koeman leefde El-Ahmadi weer op en vormde een sterk middenveld met Jordy Clasie en Otman Bakkal.

### Aston Villa
Op 25 juni 2012 werd bekend dat Karim El-Ahmadi naar Aston Villa vertrok. De transfersom bedroeg ongeveer 3,75 miljoen euro. Hij tekende een contract voor drie jaar en kreeg daarbij het rugnummer 8. El-Ahmadi speelde twee seizoenen bij Aston Villa. Na twee seizoenen wilde hij graag terugkeren naar Nederland.

### Feyenoord
El-Ahmadi tekende op 1 september 2014 een driejarig contract bij Feyenoord en ging daar rugnummer 8 dragen. De club betaalde 750.000 euro voor hem aan Aston Villa. Bij Feyenoord werd hij herenigd met trainer Fred Rutten, die hij kende van hun gezamenlijke periode bij FC Twente. Vanaf het seizoen 2015/16 was El-Ahmadi na Dirk Kuijt de eerste kandidaat om de aanvoerdersband te dragen. El-Ahmadi groeide na zijn terugkeer uit tot een van de vaste spelers bij Feyenoord en verlengde op 17 mei 2016 zijn contract tot medio 2018. Op 3 maart 2017 verlengde hij zijn contract opnieuw, nu tot medio 2019. Hij won met Feyenoord de landstitel in het seizoen 2016/17 en werd door het Algemeen Dagblad na afloop uitgeroepen tot beste speler van de Eredivisie. Op 21 juli 2017 werd El-Ahmadi door Giovanni van Bronckhorst benoemd tot nieuwe aanvoerder van Feyenoord; hij volgde hiermee Dirk Kuijt op.

### Al-Ittihad
Na het WK voetbal 2018 in Rusland, waar Karim El-Ahmadi met Marokko voortijdig werd uitgeschakeld, verliet hij Feyenoord en vervolgde hij zijn loopbaan in Saoedi-Arabië bij Al-Ittihad. De middenvelder vertrok transfervrij uit Rotterdam-Zuid, nadat zijn nog tot 2019 doorlopende contract was ontbonden als dank voor de bewezen diensten. El-Ahmadi tekende bij zijn nieuwe club voor twee seizoenen.

## Clubstatistieken
| Seizoen         | Club            |                                       | Competitie                | Competitie | Competitie | Beker | Beker | Internationaal | Internationaal | Overig | Overig | Totaal | Totaal |
| Seizoen         | Club            | Wed.                                  | Competitie                | Dlp.       | Wed.       | Dlp.  | Wed.  | Dlp.           | Wed.           | Dlp.   | Wed.   | Dlp.   |        |
| --------------- | --------------- | ------------------------------------- | ------------------------- | ---------- | ---------- | ----- | ----- | -------------- | -------------- | ------ | ------ | ------ | ------ |
| 2003/04         | FC Twente       | Vlag van Nederland                    | Eredivisie                | 7          | 0          | -     | -     | -              | -              | -      | -      | 7      | 0      |
| 2004/05         | FC Twente       | Vlag van Nederland                    | Eredivisie                | 19         | 1          | 2     | 0     | -              | -              | -      | -      | 21     | 1      |
| 2005/06         | FC Twente       | Vlag van Nederland                    | Eredivisie                | 8          | 0          | 1     | 0     | -              | -              | 4      | 0      | 13     | 0      |
| 2006/07         | FC Twente       | Vlag van Nederland                    | Eredivisie                | 22         | 2          | 2     | 0     | 2              | 0              | 2      | 0      | 28     | 2      |
| 2007/08         | FC Twente       | Vlag van Nederland                    | Eredivisie                | 33         | 0          | 1     | 0     | 2              | 0              | 4      | 0      | 40     | 0      |
| Club totaal     | Club totaal     | Club totaal                           | Club totaal               | 89         | 3          | 6     | 0     | 4              | 0              | 10     | 0      | 109    | 3      |
| 2008/09         | Feyenoord       | Vlag van Nederland                    | Eredivisie                | 22         | 2          | 2     | 0     | 5              | 0              | 2      | 0      | 31     | 2      |
| 2009/10         | Feyenoord       | Vlag van Nederland                    | Eredivisie                | 26         | 0          | 6     | 2     | -              | -              | -      | -      | 32     | 2      |
| 2010/11         | Feyenoord       | Vlag van Nederland                    | Eredivisie                | 15         | 0          | -     | -     | 1              | 0              | -      | -      | 16     | 0      |
| Club totaal     | Club totaal     | Club totaal                           | Club totaal               | 63         | 2          | 8     | 2     | 6              | 0              | 2      | 0      | 79     | 4      |
| 2011            | → Al-Ahli       | Vlag van Verenigde Arabische Emiraten | VEA Liga                  | 10         | 1          | -     | -     | -              | -              | -      | -      | 10     | 1      |
| Club totaal     | Club totaal     | Club totaal                           | Club totaal               | 10         | 1          | 0     | 0     | 0              | 0              | 0      | 0      | 10     | 1      |
| 2011/12         | Feyenoord       | Vlag van Nederland                    | Eredivisie                | 31         | 2          | 2     | 1     | -              | -              | -      | -      | 33     | 3      |
| Club totaal     | Club totaal     | Club totaal                           | Club totaal               | 94         | 4          | 10    | 3     | 6              | 0              | 2      | 0      | 112    | 7      |
| 2012/13         | Aston Villa     | Vlag van Engeland                     | Premier League            | 20         | 1          | 3     | 0     | -              | -              | -      | -      | 23     | 1      |
| 2013/14         | Aston Villa     | Vlag van Engeland                     | Premier League            | 31         | 2          | 2     | 0     | -              | -              | -      | -      | 33     | 2      |
| Club totaal     | Club totaal     | Club totaal                           | Club totaal               | 51         | 3          | 5     | 0     | 0              | 0              | 0      | 0      | 56     | 3      |
| 2014/15         | Feyenoord       | Vlag van Nederland                    | Eredivisie                | 29         | 2          | -     | -     | 7              | 2              | 2      | 0      | 38     | 4      |
| 2015/16         | Feyenoord       | Vlag van Nederland                    | Eredivisie                | 32         | 1          | 6     | 0     | -              | -              | -      | -      | 38     | 1      |
| 2016/17         | Feyenoord       | Vlag van Nederland                    | Eredivisie                | 30         | 5          | 2     | 1     | 4              | 0              | 1      | 0      | 37     | 6      |
| 2017/18         | Feyenoord       | Vlag van Nederland                    | Eredivisie                | 31         | 2          | 5     | 0     | 4              | 0              | 1      | 0      | 41     | 2      |
| Club totaal     | Club totaal     | Club totaal                           | Club totaal               | 216        | 14         | 23    | 4     | 21             | 2              | 6      | 0      | 266    | 20     |
| 2018/19         | Al-Ittihad      | Vlag van Saoedi-Arabië                | Saudi Professional League | 24         | 0          | 4     | 0     | -              | -              | 1      | 1      | 29     | 1      |
| 2019/20         | Al-Ittihad      | Vlag van Saoedi-Arabië                | Saudi Professional League | 26         | 0          | 1     | 1     | -              | -              | -      | -      | 27     | 1      |
| 2020/21         | Al-Ittihad      | Vlag van Saoedi-Arabië                | Saudi Professional League | 24         | 0          | 1     | 0     | -              | -              | -      | -      | 25     | 0      |
| 2021/22         | Al-Ittihad      | Vlag van Saoedi-Arabië                | Saudi Professional League | 16         | 0          | 0     | 0     | -              | -              | -      | -      | 16     | 0      |
| Club totaal     | Club totaal     | Club totaal                           | Club totaal               | 90         | 0          | 6     | 1     | 0              | 0              | 1      | 1      | 97     | 2      |
| Carrière totaal | Carrière totaal | Carrière totaal                       | Carrière totaal           | 413        | 21         | 39    | 5     | 25             | 2              | 17     | 1      | 528    | 29     |

Bijgewerkt op 12 juni 2023

## Interlandcarrière

### Marokko –20
Op basis van zijn afkomst bezit de Enschedeër ook de Marokkaanse nationaliteit. De middenvelder met roots uit de stad Ksar-el-Kebir, koos op 21-jarige leeftijd om uit te komen voor de Atlasleeuwen. Met Marokko onder 20 behaalde hij de halve finale op het WK onder 20 in Nederland, dat in 2005 werd georganiseerd.

### Marokko
In mei 2008 werd bekend dat El-Ahmadi door interim-bondscoach Fathi Jamal opgeroepen was voor de WK-kwalificatiewedstrijden. Karim El-Ahmadi zat voor de eerste keer bij de selectie van Marokko, maar moest afhaken wegens een blessure. In november werd hij opnieuw opgeroepen door bondscoach Roger Lemerre om deel uit te maken van de selectie tijdens de kwalificatiewedstrijden voor het wereldkampioenschap voetbal in 2010. Op 19 november 2008 maakte hij zijn debuut voor Marokko. In de oefeninterland tegen Zambia, dat met 3–0 gewonnen werd, maakte de middenvelder zijn eerste speelminuten in het nationale elftal. El-Ahmadi was voor Marokko actief tijdens de Africa Cup of Nations van 2012, 2013, 2017 en 2019. Ook speelde hij op het WK 2018. Na 62 interlands en een doelpunt zette hij in 2019 een punt achter zijn interlandcarrière.

## Erelijst
| Competitie           |           |                  |           |           |
| Competitie           | Aantal    | Jaren            |           |           |
| FC Twente            | FC Twente | FC Twente        | FC Twente | FC Twente |
| -------------------- | --------- | ---------------- | --------- | --------- |
| UEFA Intertoto Cup   | 1x        | 2006             |           |           |
| Feyenoord            |           |                  |           |           |
| Eredivisie           | 1x        | 2016/17          |           |           |
| KNVB Beker           | 2x        | 2015/16, 2017/18 |           |           |
| Johan Cruijff Schaal | 1x        | 2017             |           |           |

Persoonlijk
| Nederland     |    |      |
| Gouden Schoen | 1x | 2017 |